# 3. bosansko-hercegovski pehotni polk (Avstro-Ogrska)
Za druge 3. polke glejte 3. polk.
3. bosansko-hercegovski pehotni polk (izvirno nemško Bosnisch-Hercegovinisches Infanterie Regiment Nr. 3) je bil pehotni polk avstro-ogrske skupne vojske.

## Zgodovina
Polk je bil ustanovljen leta 1894. 

### Prva svetovna vojna
Polkovna narodnostna sestava leta 1914 je bila sledeča: 94% Bošnjakov in 6% drugih. Naborni okraj polka je bil v Tuzli, pri čemer so bile polkovne enote garnizirane sledeče: Budimpešta (štab, I., II. in IV. bataljon) in Tuzla (III. bataljon).
Med prvo svetovno vojno se je polk bojeval tudi na soški fronti. Tako je sodeloval tudi v edini avstro-ogrsko-nemški ofenzivi na soški fronti.
V sklopu t. i. Conradovih reform leta 1918 (od junija naprej) je bilo znižano število polkovnih bataljonov na 3.

## Organizacija
1918 (po reformi)
- 1. bataljon
- 2. bataljon
- 4. bataljon

## Poveljniki polka
- 1908: Franz Ledl[7]
- 1914: Johann Brenner von Flammenberg[1]